# Gibberellin
Gibberelliner är en grupp av växthormoner. De utvecklas till gibberellinsyra från mevalonsyra i ung vävnad, till exempel spetsar på skott, tillväxtanlag och nybildade frön. De betraktas i dag som "tänd-och-släck"-hormoner, som reglerar produktionen av andra hormoner runt om i växten. På detta sätt medverkar de också till tillväxt på höjden och omflyttning av socker-depåer.
Om ett träd har blivit allvarligt skadat, till exempel vid beskärning, så bildas stora mängder gibberellin i alla sårytorna. Dessa gibberelliner reglerar sedan transporten av auxiner och cytokininer så att rötternas tillväxt hämmas, medan tillväxten i toppen befrämjas.
Hos några växtarter framkallar gibberelliner dessutom blommor.
- Wikimedia Commons har media som rör Gibberellin.